# Psilogramma monastyrskii
Psilogramma monastyrskii là một loài bướm đêm thuộc họ Sphingidae. Loài này có ở Việt Nam.